# Secular Coalition for America
La Secular Coalition for America est un groupe de défense des athées, humanistes et libre-penseurs actif et ayant un rôle de premier plan dans la politique américaine. 
La Secular Coalition for America est située à Washington D.C. et son directeur actuel est Sean Faircloth, législateur dans le Maine. Entre 2005 et 2009, le directeur était le sénateur du Nevada Lori Lipman Brown, qui en fit un groupe de lobby puissant à partir de 2005, pour le quitter en 2009 et diriger la Founding Director Emeritus. 
La Secular Coalition travaille à l'amélioration de la visibilité et du respect des points de vue non-théistes aux États-Unis d'Amérique, ainsi qu'à la protection et au renforcement du sécularisme auprès du gouvernement américain. La coalition rappelle notamment que les politiques américaines doivent obtenir la séparation complète des Églises et de l'État, comme écrit dans la Constitution américaine. La coalition souhaite que la raison et la science guident les politiques publiques, et non les croyances. 

## Mission
La Secular Coalition travaille à « l'amélioration de la visibilité et du respect des points de vue non-théistes aux États-Unis d'Amérique, ainsi qu'à la protection et au renforcement du sécularisme auprès du gouvernement américain afin de garantir la liberté pour tous ».

## Histoire
La Secular Coalition for America fut fondée en 2002 à partir de 4 organisations : Atheist Alliance International, Institute for Humanist Studies, Secular Student Alliance, et Secular Web.  
En 2005, l'American Humanist Association devient le cinquième membre de l'organisation. Puis, la Société pour un judaïsme humaniste et la Freedom From Religion Foundation rejoignent la coalition en janvier 2006, la Military Association of Atheists and Freethinkers fait de même en février 2007, et l'American Ethical Union en avril 2008. En 2009, Camp Quest rejoint le mouvement en janvier, puis American Atheists y adhère en juin. En 2010, c'est au tour du Council for Secular Humanism de rejoindre le mouvement, dès janvier.